# Авдалян, Назели Вардановна
Назели (Назик) Вардановна Авдалян (арм. Նազելի (Նազիկ) Ավդալյան; род. 31 октября 1986, Ленинакан, Армянская ССР) — армянская спортсменка, шестикратная чемпионка Армении (2006—2009, 2011, 2016), двукратная чемпионка Европы (2008, 2016), чемпионка мира (2009) по тяжёлой атлетике. Заслуженный мастер спорта Армении (2009).

## Биография
Назели Авдалян начала заниматься спортом в 1994 году. Её первым увлечением была акробатика. С 2004 года также стала заниматься тяжёлой атлетикой, постепенно сосредоточившись на этом виде спорта. В 2006 году впервые стала чемпионкой Армении по тяжёлой атлетике и вошла в состав национальной сборной этой страны, приняла участие в чемпионате мира в Санто-Доминго, где заняла седьмое место. В 2007 году стала серебряным призёром чемпионата Европы в Страсбурге, а в 2008 году — победительницей чемпионата Европы в Линьяно. Несмотря на быстрый прогресс и победу на чемпионате Европы тренерский штаб сборной Армении не включил её в состав участников Олимпийских игр в Пекине.
В 2009 году Назели Авдалян стала серебряным призёром чемпионата Европы в Бухаресте, а затем победительницей чемпионата мира в Кояне. Звание чемпионки мира было ею завоёвано в борьбе с действующей олимпийской чемпионкой Лю Чуньхун и действующей чемпионкой Европы и мира Оксаной Сливенко. Эта золотая медаль чемпионата мира по тяжёлой атлетике стала первой для Армении за 18 лет независимости этой страны. В декабре 2009 года президент Армении Серж Саргсян подписал указ о награждении Назели Авдалян медалью «За заслуги перед отечеством» второй степени, а федерация спортивных журналистов Армении признала её лучшей спортсменкой Армении 2009 года.
26 апреля 2011 года на трассе Гюмри — Ванадзор Назели Авдалян попала в автомобильную катастрофу, в результате чего получила серьёзные травмы в том числе смещение позвоночника и осколочный перелом одного из позвонков. Она была прооперирована, и врачи не рекомендовали ей продолжать занятия тяжёлой атлетикой. Однако в январе 2015 года возобновила тренировки и заявила о планах постепенно набрать форму и отобраться на Олимпийские игры Олимпийские игры в Рио-де-Жанейро (2016). В апреле 2016 года на чемпионате Европы в Фёрде завоевала золотую медаль, повторив свой успех восьмилетней давности.

## Награды
- Медаль «За заслуги перед Отечеством» II степени (25 декабря 2009) — в целях защиты спортивной чести Родины, достойного представления Армении на международной арене, а также содействия развитию тяжёлой атлетики в Республике Армения[5].
- Заслуженный мастер спорта Армении (2009).
- В 2016 году Назели было присвоено звание Почётный гражданин Гюмри.